# Termeni de utilizare
Termenii de utilizare (concept cunoscut și sub numele de condiții de utilizare sau termeni și condiții și abreviat, de obicei, în engleză, TOS, ToS sau ToU) reprezintă anumite reguli pe care o persoană trebuie să le accepte și să le urmeze pentru a folosi un serviciu. Termenii serviciului mai pot fi, în special în cazul utilizării unor pagini web, doar clauze de exonerare de răspundere.

## Utilizare
Cererea acordului cu privire termenii de utilizare a serviciului oferit este folosită în mare parte în scopuri legale de către companii care oferă programe software sau servicii: navigatoare web, comerț electronic, motoare de căutare, rețele de socializare sau servicii de transport.
Un acord legitim privind termenii de utilizare are un implică răspunderea juridică a semnatarului și poate suferi schimbări. Companiile pot impune aceste condiții pentru a refuza un serviciu. Clienții pot contesta acordul prin depunerea unei plângeri sau cerând ca speța să fie arbitrată dacă pot dovedi că au fost afectați prin nerespectarea condițiilor serviciului. Există un risc destul de ridicat ca informațiile să se piardă în timpul unor schimbării în cadrul corporațiilor, cum ar fi: fuziuni, cesionări, investiții etc. În aceste cazuri informațiile pot fi transferate într-un mod incorect.

## Conținut
Un acord privind termenii serviciului conține de obicei secțiuni care se încadrează într-una sau mai multe dintre următoarele subiecte:
- Dezambiguizarea/definirea unor cuvinte cheie sau fraze
- Drepturile și responsabilitățile utilizatorului
- Utilizarea corectă și/sau adecvată; definirea utilizării incorecte
- Răspunderea pentru acțiunile, comportamentul și conduita online
- Politica de confidențialitate privind utilizarea datelor cu caracter personal
- Detalii despre plată cum ar fi abonamentul sau taxele etc.
- Politica de retragere și descrierea procesului de închidere a contului, dacă este posibil
- Arbitrajul și descrierea procesului de rezolvare a disputei, precum și drepturile limitate de a sesiza o instanță
- Clauze de exonerare/Limitarea răspunderii clarificând responsabilitatea legală a paginii web pentru eventualele daune create de utilizatori
- Notificarea utilizatorilor ca urmare a unor schimbări de condiții, dacă se oferă această posibilitate

## Conștientizarea publicului
Un documentar din 2013 intitulat Termeni și condiții aplicabile a făcut publice anumite probleme din cadrul acordurilor privind termenii de utilizare a serviciului. A fost analizat de către 54 de critici profesioniști și a câștigat premiul de Cel mai bun documentar în cadrul Festivalului de Film din Newport Beach din 2013, și premiul de Cel mai bun documentar din cadrul Festivalului de Film din Sonoma Valley din 2013.
Site-ul Clickwrapped.com evaluează politica și practicile a 15 companii, cu privire la: utilizarea informațiilor clienților, divulgarea informațiilor clienților, modificarea termenilor, terminarea conturilor clienților, cererea arbitrajului, taxarea utilizatorilor și claritate.
„Termenii serviciului; nu am citit” este un grup ce evaluează termenii și politicile de confidențialitate a 67 de companii, deși pagina lor web explică faptul că aceste evaluări sunt „învechite”. Aceștia au de asemenea și extensii pentru navigatoare web care prezintă aceste evaluări în timpul accesării paginilor web ale companiilor respective. Membrii grupului evaluează fiecare clauză din fiecare document cu termeni ai serviciului dar „aceeași clauză poate avea o evaluare diferită depinzând de contextul în care se aplică serviciile.” Fila Servicii listează companiile într-o ordine aleatorie, cu notițe despre anumite clauze pentru fiecare companie. În mod particular, companiile concurente nu sunt listate împreună tocmai pentru ca utilizatorii să nu le poată compara. Un link oferă mai multe detalii, dar nu trimite de obicei către același text al companiei. Fila Subiecte listează subiecte (precum Informații personale sau Garanție), cu notițe de la unele companii cu privire la aspectele subiectului respectiv.
Site-ul TOSBack.org, susținut de Fundația frontiere electronice, listează schimbările termenilor și politicilor în mod succesiv, câte 10 pe pagină, pentru 160 de pagini, sau aproape 1600 de schimbări, pentru „o multitudine de servicii online”. Aparent nu există o modalitate de a găsi toate schimbările pentru o companie anume, sau ce companii au fost urmărite în oricare interval de timp. Aceștia trimit, cu ajutorul unui link, către grupul „Termenii serviciului; nu am citit”, deși de obicei nu găsești nicio evaluare a celor mai recente schimbări prezentate pe site-ul TOSBack.org.
Termenii serviciului se pot schimba și variază de la un serviciu la altul, astfel că există câteva inițiative pentru sensibilizarea publicului prin clarificarea diferențelor din termeni, incluzând:
- Licențierea drepturilor de autor asupra conținutului utilizatorilor
- Transparență cu privire la cererile de ștergere a conținutului de către guvern sau forțele de ordine
- Notificarea utilizatorilor cu privire la cererea informațiilor personale de către guvern sau părți terțiare
- Transparență cu privire la practicile de securitate
- Cookie-uri salvate sau păstrate temporar de către părți primare și terțiare
- Politica de urmărire a datelor și valabilitatea renunțării la serviciu
- Toleranța pseudonimelor
- Lizibilitate
- Notificarea și feedback-ul asupra schimbărilor din Termeni
- Accesibilitatea versiunilor anterioare ale Termenilor
- Notificarea în prealabil asupra transferului de informații din urma unor fuziuni sau achiziții
- Despăgubiri sau compensarea daunelor pentru reclamații asupra contului sau conținutului
- Terminarea sau renunțarea la cont de către utilizator și/sau serviciu

## Critică și procese judecătorești

### AOL
În 1994, ziarul Washington Times raporta faptul că America Online (AOL) distribuia informații personale detaliate ale abonaților săi către comercianți direcți, fără a-și notifica sau întreba abonații; acest articol a dus la revizia termenilor serviciului ai AOL cu trei ani mai târziu.
Pe data de 1 iulie 1997, AOL a postat o versiune mai nouă a termenilor serviciului care va intra în vigoare pe data 31 iulie 1997, fără a notifica în prealabil utilizatorii de schimbările făcute. Printre aceste schimbări, cea mai importantă era o politică nouă prin care le permitea accesul la numerele de telefon ale clienților unor parteneri de afeceri terțiari, printre care și o firmă de marketing. Un membru AOL a informat mass-media, cu câteva zile înainte ca aceste noi schimbări să intre în vigoare, despre schimbările respective iar reportajele care au urmat au cauzat un influx de trafic de internet către pagina web AOL, unde utilizatorii aveau opțiunea de a-și retrage numele și numerele de telefon din listele de marketing.

### Sony
În 2011 George Hotz împreună cu alte persoane au fost dați în judecată de către corporația Sony. Aceștia au declarat că, prin violarea termenilor serviciului ai Rețelei Playstation, Hotz și celelalte persoane au săvârșit o încălcare a contractului.

### Instagram
Pe data de 17 decembrie 2012, Instagram a anunțat o schimbare în termenii lor de utilizare ce a cauzat un vast protest al utilizatorilor acestuia. Respectiva clauză controversată susținea: „ sunteți de acord ca o întreprindere sau orice altă entitate poate cumpăra dreptul de a vă afișa numele de utilizator, aprecierile, pozele ( împreună cu orice metadate asociate), și/sau acțiuni pe care le faceți, în conexiune cu orice conținut sau promoție sponsorizată ori plătită, fără nicio compensație către dumneavoastră”.

Nu exista nicio opțiune aparentă de a renunța la acceptarea acestor schimbări din termenii de utilizare. Această mutare a venit la rândul ei cu o critică severă din partea consumatorilor și a avocaților drepturilor omului. După o zi, compania Instagram și-a cerut public scuze susținând faptul că va îndepărta acest limbaj controversat din termenii lor de utilizare. Kevin Systrom, co-fondator al Instagram, a răspuns acestei controverse, susținând:
„Our intention in updating the terms was to communicate that we’d like to experiment with innovative advertising that feels appropriate on Instagram. Instead it was interpreted by many that we were going to sell your photos to others without any compensation. This is not true and it is our mistake that this language is confusing. To be clear: it is not our intention to sell your photos. We are working on updated language in the terms to make sure this is clear.”

### Zappos
Unii termeni ai serviciului sunt concepuți astfel încât să permită modificări unilaterale, unde un partener poate schimba acordul oricând fără consimțământul celorlalți parteneri. Un caz juridic din 2012, cu privire la Zappos.com, procesul breșei de securitate a informațiilor clienților, atestă faptul că termenii de utilizare a paginii web Zappos.com, cu clauza respectivă, erau inaplicabili.

## Legături externe
- [nefuncțională – arhivă]
 List of changes in terms and policies at "many online services" since June 2013
- Terms of Service; Didn’t Read User rights initiative to rate and label website terms & privacy policies
- Clickwrapped Ratings of the policies and practices of major consumer internet companies